# Thickfreakness
Thickfreakness è il secondo album del duo blues rock statunitense The Black Keys, pubblicato nel 2003. È il loro album di debutto con la Fat Possum Records.

## Il disco
Il primo album, The Big Come Up, ebbe un incredibile successo per una band indipendente, e Thickfreakness aumentò ancora di più la loro popolarità. Presenta lo stesso stile grezzo, con influenze heavy blues e garage rock.  Thickfreakness in Giappone è conosciuto come Inazuma Rockin' Blues, con "inazuma" che significa "lampo". Alcune canzoni raggiunsero il successo come colonne sonore, come "Set You Free" che fu utilizzata per il film School of Rock. I media iniziarono a paragonarli a un altro famoso duo, The White Stripes.
La maggior parte dell'album fu registrata in 14 ore nel seminterrato di Patrick Carney utilizzando un registratore ad 8 tracce, un Tascam 388 dei primi anni '80. La canzone "Midnight in Her Eyes" è una delle poche canzoni in cui i The Black Keys hanno utilizzato una chitarra basso; Dan Auerbach sovraincise la linea di basso suonando un basso Guild tipo-SG attraverso un amplificatore da chitarra.

## Tracce
Testi e musiche di Dan Auerbach e Patrick Carney, eccetto dove indicato.
1. Thickfreakness – 3:48
2. Hard Row – 3:15 (testo: Chuck Auerbach)
3. Set You Free – 2:46
4. Midnight in Her Eyes – 4:02
5. Have Love, Will Travel – 3:04 (Richard Berry)
6. Hurt Like Mine – 3:27
7. Everywhere I Go – 5:40 (Junior Kimbrough)
8. No Trust – 3:37
9. If You See Me – 2:52
10. Hold Me in Your Arms – 3:19
11. I Cry Alone – 2:47

## Formazione
- Dan Auerbach - chitarra, basso, voce
- Patrick Carney - batteria